# Minerals Management Service

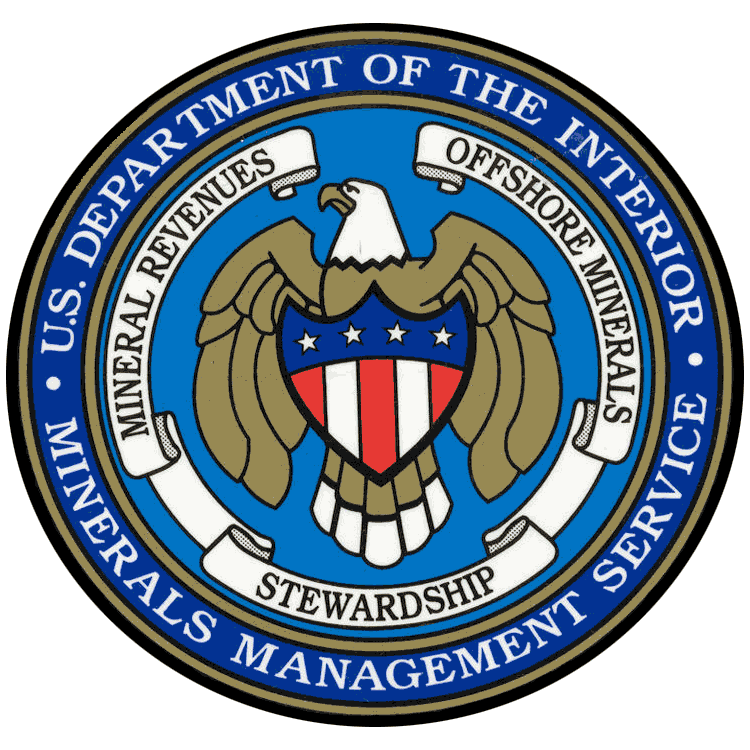
Brasão do Serviço de Administração dos Minerais

Minerals Management Service (MMS, Serviço de Administração dos Minerais) foi uma agência governamental do Departamento do Interior dos Estados Unidos, responsável por regular e administrar o gás natural, petróleo e outros recursos minerais na plataforma continental externa (OCS). 
Devido à percepção de conflito de interesses e supervisão regulatória deficiente após o derramamento de óleo da Deepwater Horizon e as investigações do Inspetor Geral, o Secretário do Interior Ken Salazar emitiu uma ordem de secretariado em 19 de maio de 2010, dividindo o MMS em três novas agências federais: o Bureau of Ocean Energy Management, o Bureau of Safety and Environmental Enforcement e o Office of Natural Resources Revenue.  A MMS foi temporariamente renomeada como Bureau de Gestão, Regulamentação e Aplicação da Energia Oceânica (BOEMRE) durante esta reorganização, antes de ser formalmente dissolvida em 1º de outubro de 2011.